# Doberdò del Lago
Doberdò del Lago – miejscowość i gmina we Włoszech, w regionie Friuli-Wenecja Julijska, w prowincji Gorycja.
Według danych na rok 2004 gminę zamieszkiwało 1410 osób, 54,2 os./km².

## Miasta partnerskie
- Bled
- Prvačina
- Újfehértó